# Ètica islàmica
L'ètica islàmica (أخلاق إسلامية), definida com a "bon caràcter", es va concretar històricament a partir del segle vii i va ser finalment establerta pel segle xi. Es va formar com una reeixida fusió de les ensenyances de l'Alcorà, els ensenyaments de la sunna de Muhàmmad, els precedents dels juristes islàmics (vegeu xaria i fiqh), la tradició aràbiga preislàmica i elements no àrabs (inclòs el persa i idees gregues) integrades amb l'estructura islàmica. Tot i que la predicació de Muhàmmad va produir un "canvi radical dels valors morals basat en les sancions de la nova religió i la religió actual, i la por a Déu i el Judici Final", la pràctica tribal dels àrabs no es va extingir per complet. Més tard, els acadèmics musulmans van ampliar l'ètica religiosa de l'Alcorà i el hadit en detall.

## Motivació fundacional
La font fundacional en la codificació gradual de l'ètica islàmica era la comprensió i interpretació musulmana de l'Alcorà i les pràctiques de Muhàmmad. El seu significat sempre ha estat en context de submissió activa a Déu (àrab: Allah), interpretada per la comunitat a l'uníson. La força motivadora en l'ètica islàmica és la noció que tot ésser humà està cridat a «manar el bé i prohibir el mal» en tots els àmbits de la vida. Els musulmans comprenen el paper de Muhàmmad tractant de facilitar aquesta submissió. Un altre factor clau en el camp de l'ètica islàmica és la creença que la humanitat ha estat concedida a la facultat per discernir la voluntat de Déu i complir-la. Aquesta facultat més important implica reflexionar sobre el significat de l'existència. Per tant, es creu que els éssers humans tenen la responsabilitat moral de sotmetre's a la voluntat de Déu i seguir l'islam (com es demostra a l'Alcorà [Quran 7:172]).
Aquesta inclinació natural és, segons l'Alcorà, subvertida per l'enfocament de l'ésser humà per l'èxit material: aquest enfocament es presenta primer com una necessitat de supervivència o seguretat bàsica, però després es manifesta en un desig de distingir entre els companys. Finalment, l'enfocament del materialisme, d'acord amb els textos islàmics, dificulta la reflexió innata com es descriu anteriorment, donant com a resultat un estat de jahiliyya o "ignorant". Els musulmans creuen que Muhàmmad, com altres profetes de l'islam, va ser enviat per Déu per recordar als éssers humans la seva responsabilitat moral i desafiar aquestes idees en la societat que s'oposaven a la submissió a Déu. Segons Kelsay, aquest repte va ser dirigit contra cinc característiques principals de l'Aràbia preislàmica:
- La divisió dels àrabs en diferents tribus (basada en la sang i el parentiu). Aquesta categorització es va enfrontar a l'ideal d'una comunitat unificada basada en la pietat islàmica, una "umma";
- L'acceptació de l'adoració d'una multitud de deïtats a més d'Al·là - una visió desafiada per un estricte monoteisme islàmic, que dicta que Al·là no té associació ni adoració;
- El tret de muruwwa (masculinitat), que l'islamisme desanimava, en lloc d'insistir en els trets d'humilitat i pietat;
- L'enfocament a assolir la fama o establir un llegat, que va ser reemplaçat pel concepte que la humanitat seria cridada a tenir en compte abans que Déu el dia de la resurrecció;
- La reverència i el compliment de les tradicions ancestrals, una pràctica desafiada per l'islam, que en canvi li va assignar la primacia de submissió a Déu.

Aquests canvis es basen en la reorientació de la societat pel que fa a la identitat i la vida de la creença musulmana, la cosmovisió i la jerarquia de valors. Des del punt de vista de generacions posteriors, això va provocar una gran transformació en la societat i l'ordre moral de la vida a la Península Aràbiga. Muhàmmad va aprovar i va exhortar certs aspectes de la tradició preislàmica àrab, com ara la cura dels familiars propers, les vídues, els orfes i altres necessitats i per establir la justícia. No obstant això, aquests valors serien reordenats en importància i situats en el context d'un estricte monoteisme.

## Manaments morals
En el capítol XVII, "Al-Israa" ("El viatge nocturn"), versos [Quran 17:22], l'Alcorà proporciona un conjunt d'estipulacions morals que són entre els preceptes de la saviesa que el Senyor ha revelat i "que es poden classificar raonablement en deu, en nombre". Segons S. A. Nigosian, professor d'estudis religiosos de la Universitat de Toronto, aquests s'assemblen als Deu Manaments a la Bíblia i "representa la declaració més completa del codi de conducta que cada musulmà ha de seguir".